# Mărinești, Sîngerei
Mărinești este un sat din cadrul comunei Sîngereii Noi din raionul Sîngerei, Republica Moldova.
Localitatea data este inregistrata oficial in anul 1932. Se afla la o distanță de 18 km de la centrul raional Sângerei și 10 km de orașul Bălți. De la drumul național Balți-Sarateni, pe traseul Mândreștii Noi – Cotiujenii Mici se numără exact 5km pana la Marinești. Satele de hotar- Mândreștii Noi și Sângereii Noi. E o așezare cu relief de câmpie. De-a lungul traseului se întinde o alee de nuci. În centrul satului e un iaz nu prea mare, cu salcii plângătoare. La nord-vest se întinde pădurea.
În partea nordica a localității se afla moșia satului Heciul Nou. De aici, de la Heciul Nou au venit, pe rând, mai multe familii care și-au înjghebat în scurt timp mici gospodarii pe teritoriul liber ce aparținea la acea ora boierului Tudor Marinescu, născut și el la Heciul Nou. Printre primii locuitori ai satului se numără familiile Oselski Zaharia, Marza Gheorghe, Breazu Ion, Velenciuc, Patrașcu. În primăvara anului 1932 după formarea comunei în familia Oselski se naște primul copil în comuna o fetiță cu numele Maria. Mai târziu în anii următori s-au mai stabilit cu traiul și alte familii. 
Pe parcurs componența etnica a populației s-a schimbat considerabil. În anii următori, zeci de familii au venit din diferite localități ale Moldovei: din Plop, Dondușeni, din Larga, Briceni, din Vladimirești - Gorbulea,Voinițchi. O bună parte au imigrat din regiunea Hotin. Astfel, pe la începutul anilor 50 ai secolului ХХ o jumătate de sat o constituiau ucrainenii. În anul 1950 începe colectivizarea forțata a pământurilor și a averilor private. Denumirea noii gospodarii „Partizanul Roșu” a fost propusă de comitetul raional al partidului comunist. Conducător al noii gospodarii a fost numit Dumitru Cosovan, iar după împușcarea acestuia de către Filimon Bodiu, președinte a fost numit Nichifor Voinițchi, iar contabil a devenit Petru Pulbere. în anul 1951 gospodăria „Partizanul roșu” și-a întrerupt existența. A urmat aderarea la gospodăria colectiva Kalinin, în componența căreia intrau deja satele Bilicenii Vechi, Bilicenii Noi, Lipovanca, Coada Iazului și Mândreștii Noi. Președinte ai acestei gospodarii a fost Cazacu Dumitru, băștinaș din Bilicenii Noi. Sediul sovietului sătesc, însă, se afla la Bilicenii Vechi, iar președinte al sovietului sătesc a fost numit Alexe Perju din Mărinești, fost soldat in flota maritima a URSS.
În primii ani de gospodărire colectivă locuitorii satului s-au încadrat în creșterea porcinelor. Ferma de porci și cea de păsări se aflau chiar pe valea hârtopului, în preajma unui iaz nu prea mare. Întreprinderea dispunea de un veterinar si un zootehnician.
In a.1957, din inițiativa președintelui gospodăriei colective echipa de constructori a fost construit în partea vestica a satului, actualmente teritoriul dintre străzile Gr.Vieru și Pașcani, un grajd pentru cai, care la acel moment reprezentau unica forța de muncă a noii colectivități. În vara anului următor constructorii au ridicat si un club pentru săteni, care pe parcursul primilor 2 ani de existența a servit drept sala de clasa pentru micii școlari. Anterior, timp de 2 ani, școala, s-a aflat in casa pustie a lui Constantin Isofii, care a fost represat și deportat în Siberia de regimul comunist. Prima școala primara cu 2 săli de clasa, s-a dat în exploatare în anul 1959. Decenii la rând copiii satului au frecventat școala de 4 clase, iar mai apoi și cea de 8 clase din satul vecin, Mândreștii Noi. Lecțiile se făceau în doua schimburi. În toamna anului 1984 a fost deschisă o școală nouă, cu circa 300 de elevi. Baza tehnico-materiala a acestei instituții a fost pusa de primul ei director, A.Șova, care pentru merite deosebite în munca s-a invrednicit de titlul onorific „Învățaror emerit”. În prezent corpul profesoral al gimnaziului e constituit din 14 cadre didactice. În prezent pe băncile școlii studiaza 153 elevi.
Pe teritoriul satului Mărinești, care face parte din comuna Sângereii Noi din a 1970, nicicând nu s-a aflat sediul primăriei. Gospodăria „Progres” la care a aderat satul Mărinești pe la începutul anilor 70, a dat în exploatare o grădinița de copii, dotată cu cele necesare și amenajată conform cerințelor timpului. Tot atunci, în anii 1970, în partea sudică a satului s-a construit și brigada de tractoare care avea în subordonarea sa sute de hectare de pământ arabil. La începutul anilor 1990 grădinița a fost închisa din pricina, că colhozul aproape falimentat nu avea resurse pentru întreținerea ei, clubul sătesc a fost demolat.
Brigada de tractoare a fost privatizată. Tehnica agricolă a fost împărțită între cotași, dar fiind învechită, a staționat careva timp, după ce a fost dată la metal uzat.
A fost creată o asociație agricolă numita „Speranța”.
La ora actualș tinerii din Mărinești își petrec timpul liber la casa de cultură din Sângereii Noi, în clădirea căreia se afla și o sală de sport, renovată recent cu suportul financiar al Regatului Suedez.
Primăria a deschis în august 2010 o grădiniță pentru trei grupe de preșcolari.
Satul mai are în posesie un teren de sport, aparținând școlii.
A fost construită o stație de alimentare în partea de vest a traseului central.
În anul 2005 s-a produs gazificarea satului.
La moment, a.2024, localitatea are 406 gospodării cu 1742 de locuitori. Aici trăiesc reprezentanți ai 4 confesiuni religioase, care constituie mai mult de 75% din populație: baptiști, penticostali, adventiști de ziua a șaptea și baptiști de factura nouă. De câțiva ani se construiește o biserică cu numele cuvioasei Parascheva. Autorul proiectului - arhitectul raionului Sângerei Gîscă Anatolie. Toate lucrările efectuate în folosul bisericii au fost săvârșite de către enoriașii locali sub egida Serafimei Țonov.
Între satele Sângereii Noi și Mărinești nu mai exista un hotar, căci satele s-au alipit. Dat fiind faptul, că primăria nu mai are în rezervă terenuri pentru construcție, tinerii își cumpără locuințe sau locuri de casa de la asociația balneara „Etalon”, aflată pe moșia s.Heciul Nou. La începutul anului 2015 pe casele din sat au fost reinstalate plăcuțe cu noi denumiri de străzi: Sfatul Țarii, Matei Basarab, București, Miorița, Gr.Vieru, Testimițeanu, Pârcalabului, Emanuel - în total 28 de străzi.
În anii celui de-al doilea război mondial bărbați tineri din localitate au fost încorporați în rândurile armatei sovietice pentru a apară interesele Uniunii Sovietice. În prezent numele lor stau înscrise pe o placa comemorativă, instalată în anul 2005 în curtea gimnaziului Mărinești.
Câțiva locuitori din sat au fost la război în rândurile Armatei Române. Ciornîi Dumitru, căzând în prizonierat, s-a aflat aproape trei ani in lagărul de concentrare din Breansk. Dat fiind faptul, că majoritatea ostașilor au trecut în neființa până în a.1992, n-au mai ajuns să fie reabilitați, pentru a purta titlul de veteran al războiului al doilea mondial.
Ca și în multe alte localități rurale, în februarie 2001 la Mărinești se deschide OMF (Oficiul medicilor de familie), cu 3 asistente medicale și un medic.
Circa 60 la suta din familii au în posesie calculatoare cu conexiune la Internet, iar 450 de persoane au acces la telefonie fixă.
Două fântâni din sat sunt absolut deosebite. Prima se află pe teritoriul fostului grajd de cai, construitî după un proiect cu totul special. Are dimensiuni impunătoare și prezintă interes pentru generațiile de azi și de mâine. Aceasta fântână se găsește pe strada Pașcani.
La intersecția străzii Trandafirilor cu cea a Pârcălabului este o alta fântână, clădită din lespezi de piatră, grosimea pereților căreia e de 1m. Fântânarul acelor timpuri era locuitorul satului Dumitru Ciornîi. Pe malul iazului, la câțiva metri de biserica adventista de ziua a șaptea, sub hume se află un izvor.
Pe teritoriul satului se afla 4 unități comerciale, 3 din ele fiind private.
Pe traseul central circula autocarul Bălți - Sângereii Noi și ruta Țiplești - Chișinău.
În ultimii ani, cu concursul directorului grădiniței de copii, Chitoroaga Cristina, a fost câștigat un proiect național, privind amenajarea unui teren de joc pentru copii. Costul proiectului - 5000 dolari. În toamna anului 2015 proiectul a ajuns la etapa implimentării. La momentul decisiv pe mal de iaz s-au instalat 9 bănci pentru odihnă, 2 căsuțe cu acoperiș ecologic, 3 balansoare, 2 cumpene, o măsuță, 2 carusele si 2 tobogane. Tot aici s-au plantat câteva zeci de copaci decorativi: brazi, mesteceni, 